# Summer Grand Prix di salto con gli sci 1996
Il Summer Grand Prix di salto con gli sci 1996 è stata la terza edizione della manifestazione organizzata dalla Federazione Internazionale Sci.
La stagione è iniziata il 18 agosto a Trondheim, in Norvegia, e si è conclusa il 1° settembre a Stams, in Austria. 

## Uomini

### Risultati
| Data        | Località     | Nazione  | Trampolino               | Spec. | Primo             | Secondo           | Terzo            |
| ----------- | ------------ | -------- | ------------------------ | ----- | ----------------- | ----------------- | ---------------- |
| 18 agosto   | Trondheim    | Norvegia | Granåsen K120            | LH    | Ari-Pekka Nikkola | Mika Laitinen     | Christof Duffner |
| 22 agosto   | Oberhof      | Germania | Hans-Renner-Schanze K120 | LH    | Mika Laitinen     | Ari-Pekka Nikkola | Adam Malysz      |
| 25 agosto   | Hinterzarten | Germania | Rothaus-Schanze K90      | NH    | Ari-Pekka Nikkola | Mika Laitinen     | Adam Malysz      |
| 28 agosto   | Predazzo     | Italia   | Trampolino dal Ben K120  | LH    | Masahiko Harada   | Ari-Pekka Nikkola | Mika Laitinen    |
| 1 settembre | Stams        | Austria  | Brunnentalschanze K105   | NH    | Masahiko Harada   | Mika Laitinen     | Jani Soininen    |

Legenda:

LH = trampolino grande

NH = trampolino normale

### Classifiche

#### Generale
| Pos. | Nome              | Nazione   | Punti |
| ---- | ----------------- | --------- | ----- |
| 1    | Ari-Pekka Nikkola | Finlandia | 405   |
| 2    | Mika Laitinen     | Finlandia | 400   |
| 3    | Masahiko Harada   | Giappone  | 280   |
| 4    | Jani Soininen     | Finlandia | 225   |
| 5    | Janne Ahonen      | Finlandia | 156   |